# Жасталап (Каратальський район)
Жастала́п (каз. Жасталап) — село у складі Каратальського району Жетисуської області Казахстану. Входить до складу Айтубійського сільського округу.
У радянські часи село називалось Зимівник Жиєккум.
Населення — 366 осіб (2021; 438 у 2009, 614 у 1999, 981 у 1989).